# Ferrovia Domodossola-Milano
La ferrovia Domodossola-Milano è una delle principali linee ferroviarie italiane nonché una delle più trafficate sia dal punto di vista passeggeri sia nel trasporto di merci. La ferrovia fa parte del complesso delle linee del Sempione, collegando la città di Milano con Domodossola e quindi la linea transfrontaliera Briga-Domodossola. Da lì è possibile avere collegamenti diretti con Parigi (via Losanna), Ginevra e Bruxelles (via Basilea e Lussemburgo).
Passa attraverso l'altomilanese, il basso varesotto, costeggiando il lago Maggiore, e terminando il suo corso al termine della Val d'Ossola, passando per le province di Milano, Varese, Novara, e del Verbano-Cusio-Ossola.

## Storia
| Tratta                  | Inaugurazione    |
| ----------------------- | ---------------- |
| Milano-Rho              | 18 ottobre 1858  |
| Rho-Gallarate           | 20 dicembre 1860 |
| Gallarate-Sesto Calende | 24 luglio 1865   |
| Sesto Calende-Arona     | 8 settembre 1868 |
| Arona-Domodossola       | 16 gennaio 1905  |

L'elettrificazione venne attivata il 4 maggio 1947.
| Tratta                       | Attivazione del raddoppio           | Note                               |
| ---------------------------- | ----------------------------------- | ---------------------------------- |
| Domodossola-Cuzzago          | 27 ottobre 1940                     |                                    |
| Cuzzago-Baveno               | ?                                   |                                    |
| Baveno-Arona                 | 27 ottobre 1940                     |                                    |
| Arona-Sesto Calende          | 21 maggio 1960                      | Lavori iniziati alla fine del 1957 |
| Sesto Calende-Somma Lombardo | 29 ottobre 1960 o 15 novembre 1960? | Lavori iniziati alla fine del 1957 |
| Somma Lombardo-Gallarate     | 30 aprile 1960                      | Lavori iniziati alla fine del 1957 |

## Caratteristiche
| Head station |

| Unknown route-map component "d" | Unknown route-map component "vSTR-KBHFa" |

| Unknown route-map component "d" | Unknown route-map component "vSTR-eBHF" |

|  | Unknown route-map component "d" | Unknown route-map component "vSTR-ABZg+l" | Unknown route-map component "CONTfq" |

| Unknown route-map component "d" | Unknown route-map component "vSTR-BHF" |

| Unknown route-map component "d" | Unknown route-map component "vHST" |

| Unknown route-map component "d" | Unknown route-map component "vSKRZ-Au" |

| Unknown route-map component "d" | Unknown route-map component "vSKRZ-Au" |

| Unknown route-map component "d" | Unknown route-map component "vHST" |

| Unknown route-map component "d" | Unknown route-map component "v-SHI2gr" | Unknown route-map component "vSTR-" |

| Unknown route-map component "d" | Unknown route-map component "vÜSTol" | Unknown route-map component "vSTR-" |

| Unknown route-map component "d" | Unknown route-map component "vSHI2l" | Unknown route-map component "d-KRZ2+4u" | Unknown route-map component "dSTRc3" |

| Unknown route-map component "+d" | Unknown route-map component "d" + Unknown route-map component "vÜSTo+l" | Unknown route-map component "d" + Unknown route-map component "ldMKRZc1u" + Unknown route-map component "dSTRc1" | Unknown route-map component "CONT4" |

|  | Unknown route-map component "d" | Unknown route-map component "vSKRZ-Au" |  |

| Unknown route-map component "d" | Unknown route-map component "vBHF" |

| Unknown route-map component "d" | Unknown route-map component "dWASSERq" | Unknown route-map component "vWBRÜCKE1" | Unknown route-map component "dWASSERq" |

|  | Unknown route-map component "v-STR" | Unknown route-map component "vSTRl-" | Unknown route-map component "dCONTfq" |

| 13+818 |
| 0+000  |

| Unknown route-map component "HSTeBHF" |

| Small bridge over water |

| Station on track |

| Stop on track |

| Station on track |

| Unknown route-map component "KRW+l" | Unknown route-map component "xKRWgr" |  |

| Unknown route-map component "cd" + Unknown route-map component "CONTgq" | Transverse track + Unknown route-map component "dABZq+r" + Unknown route-map component "lv-MKRZo" + Unknown route-map component "v-STR" | Unknown route-map component "c" + Unknown route-map component "dABZq+l" | Unknown route-map component "xKRZo+xl" | Unknown route-map component "STR2+r" | Unknown route-map component "STRc3" |

| Unknown route-map component "v-STRl" | Unknown route-map component "v-STR+r" + Unknown route-map component "lvMKRZvo-" + Unknown route-map component "vSTR" | Unknown route-map component "cd" + Unknown route-map component "exdSTR" | Unknown route-map component "STRc1" | Unknown route-map component "cd" + Unknown route-map component "CONTl+4" |

| Unknown route-map component "vSHI2g+l-" | Unknown route-map component "exdSTR" |  |

| Station on track | Unknown route-map component "exBHF" |  |

| Unknown route-map component "KRWl" | Unknown route-map component "xKRWg+r" |  |

|  | Unknown route-map component "KRWgl" | Unknown route-map component "KRW+r" |

|  | Straight track | Non-passenger station/depot on track |

|  | Unknown route-map component "KRWg+l" | Unknown route-map component "KRWr" |

| Station on track |

| Unknown route-map component "dvCONTgq" | Unknown route-map component "SPLeq" | Unknown route-map component "ABZgr" |  | Unknown route-map component "d" |

|  | Unknown route-map component "exLABZl+l" + Straight track | Unknown route-map component "exLCONTfq" |

| Unknown route-map component "HSTeBHF" |

| Station on track |

| Unknown route-map component "hKRZWae" |

| Unknown route-map component "HSTeBHF" |

| Unknown route-map component "SKRZ-Au" |

| Unknown route-map component "dCONTgq" | Unknown route-map component "dSTRq" + Unknown route-map component "v-STR+r" | Unknown route-map component "v-STR" + Unknown route-map component "v-STRr" |  | Unknown route-map component "d" |

| Unknown route-map component "vBHF" | Unknown route-map component "d" |

| Unknown route-map component "BS2c1" | Unknown route-map component "SHI2g+r" |  |

| Unknown route-map component "hKRZWae" + Unknown route-map component "GRZq" |

|  | Unknown route-map component "ABZgl" | Unknown route-map component "CONTfq" |

| Unknown route-map component "HSTeBHF" |

| Unknown route-map component "hKRZWae" |

| Unknown route-map component "d" |  | Unknown route-map component "ABZg+l" | Unknown route-map component "SPLaq" | Unknown route-map component "dvCONTfq" |

| Station on track |

| 50+428 |
| 0+000  |

| Unknown route-map component "tSTRa" |

| Unknown route-map component "tSTRe" |

| Unknown route-map component "HSTeBHF" |

| Small bridge over water |

| Unknown route-map component "HSTeBHF" |

| Station on track |

| Unknown route-map component "tSTRa" |

| Unknown route-map component "d" |  | Unknown route-map component "tSTRe" | Unknown route-map component "exSTRc2" | Unknown route-map component "exd-CONT3" |

| Unknown route-map component "exdCONTgq" | Unknown route-map component "exABZq+lr" | Unknown route-map component "eKRZo" | Unknown route-map component "exSTRr+1" | Unknown route-map component "exdSTRc4" |

| Unknown route-map component "exKBHFe" | Station on track |  |

| Unknown route-map component "HSTeBHF" |

| Unknown route-map component "hKRZWae" |

| Unknown route-map component "uexCONTgq" | Unknown route-map component "emKRZo" | Unknown route-map component "uexCONTfq" |

| Station on track |

| Station on track |

| Unknown route-map component "eHST" |

|  | Unknown route-map component "v-STR" | Unknown route-map component "vSTR+l-" | Unknown route-map component "dCONTfq" |

| Unknown route-map component "d" | Unknown route-map component "dHST" | Unknown route-map component "dHST" |

| Unknown route-map component "d" | Unknown route-map component "vBHF" |

| Unknown route-map component "d" | Unknown route-map component "dHST" | Unknown route-map component "dHST" |

|  |  | Unknown route-map component "dSTR" | Unknown route-map component "vSTRl-" | Unknown route-map component "v-STR+r" |

|  |  | Unknown route-map component "KRWgl" | Unknown route-map component "KRW+r" | Unknown route-map component "LSTR" |

| 47+672  |
| (0+147) |

|  |  | Straight track | Non-passenger station/depot on track | Unknown route-map component "LSTR" |

|  |  | Unknown route-map component "eHST" | Straight track | Unknown route-map component "LSTR" |

|  |  | Unknown route-map component "KRWg+l" | Unknown route-map component "KRWgr" | Unknown route-map component "LSTR" |

|  |  | Unknown route-map component "hKRZWae" | Unknown route-map component "hKRZWae" | Unknown route-map component "LSTR" |

| Unknown route-map component "STRc2" | Unknown route-map component "STR3+l" | Unknown route-map component "KRZo" | One way rightward | Unknown route-map component "LSTR" |

| Unknown route-map component "v-STR+1" | Unknown route-map component "STRc4" | Unknown route-map component "ABZg+l" | Unknown route-map component "LSTRq" | Unknown route-map component "LSTRr" |

| Unknown route-map component "tdCONTgq" | Unknown route-map component "dKRZt" | Unknown route-map component "tKBHFeq" | Unknown route-map component "BHF+GRZq" |  |  |

| Unknown route-map component "vSTRl-" | Unknown route-map component "dSTRq" | Unknown route-map component "ABZql" | Unknown route-map component "CONTfq" | Unknown route-map component "d" |

È completamente elettrificata a 3000 V corrente continua ed è a doppio binario. Il 31 ottobre 2023, RFI ha assegnato i lavori per il quadruplicamento dei binari tra Rho e Parabiago , utile per permettere la parziale separazione del traffico suburbano, che potrebbe così avere una maggiore frequenza, data l’alta densità di popolazione dei territori serviti dalla ferrovia tra Rho e Gallarate, che sarebbe servita così da treni suburbani (linee S) ogni 15 minuti, e quello regionale e a più lunga percorrenza, che sarebbe così libero da interferenze con i treni più lenti.
Da Cuzzago a Domodossola la linea corre a fianco della linea a binario unico Domodossola-Novara: le stazioni di Cuzzago e Vogogna Ossola, attualmente semplici fermate, sono sempre stati impianti indipendenti ma molto vicini (le due stazioni di Vogogna sono speculari ed i due ingressi distano appena pochi metri, uno di fronte all'altro) per quanto riguarda le giurisdizioni sono entrambe sotto il compartimento di Milano, mentre le due linee si incontrano in un unico impianto nelle stazioni di Premosello-Chiovenda e Domodossola. Tra la fine degli anni '90 ed i primi anni del 2000 il tratto ferroviario tra Premosello-Chiovenda e Domodossola è stato interessato da lavori di adeguamento a sagoma limite superiore delle gallerie del percorso, risalenti all'apertura della linea: in quell'occasione il traffico merci e passeggeri era deviato sulla linea per Novara fino alla stazione di Premosello, da dove riprendeva il suo normale percorso.

## Traffico
Il servizio ferroviario passeggeri regionale è gestito da Trenord e Trenitalia. Il tratto Gallarate-Milano è servito, inoltre, dalla linea Suburbana S5 e da altre linee regionali provenienti da Luino, Porto Ceresio e Varese. La ferrovia è percorsa anche da treni a lunga percorrenza Eurocity ed Euronight che collegano Milano alle città svizzere di Losanna, Ginevra, Berna e Basilea. 
La Domodossola-Milano è anche utilizzata da treni merci di Mercitalia, FFS Cargo Italia e di altre società private, i quali al Bivio Valle, tra Premosello e Beura, deviano su una linea di collegamento allo scalo e dogana merci di Domo II. Essa è contrassegnata II per distinguerla dal primo scalo merci di Domodossola, situato all'altezza della stazione viaggiatori, ora in disuso.